# پلام‌استیدویل (پنسیلوانیا)
پلام‌استیدویل (به انگلیسی: Plumsteadville) یک منطقهٔ مسکونی در ایالات متحده آمریکا است که در شهرستان باکس، پنسیلوانیا واقع شده‌است. پلام‌استیدویل ۲٬۶۳۷ نفر جمعیت دارد.